# Diu
|  | Per a altres significats, vegeu «Diu (desambiguació)». |

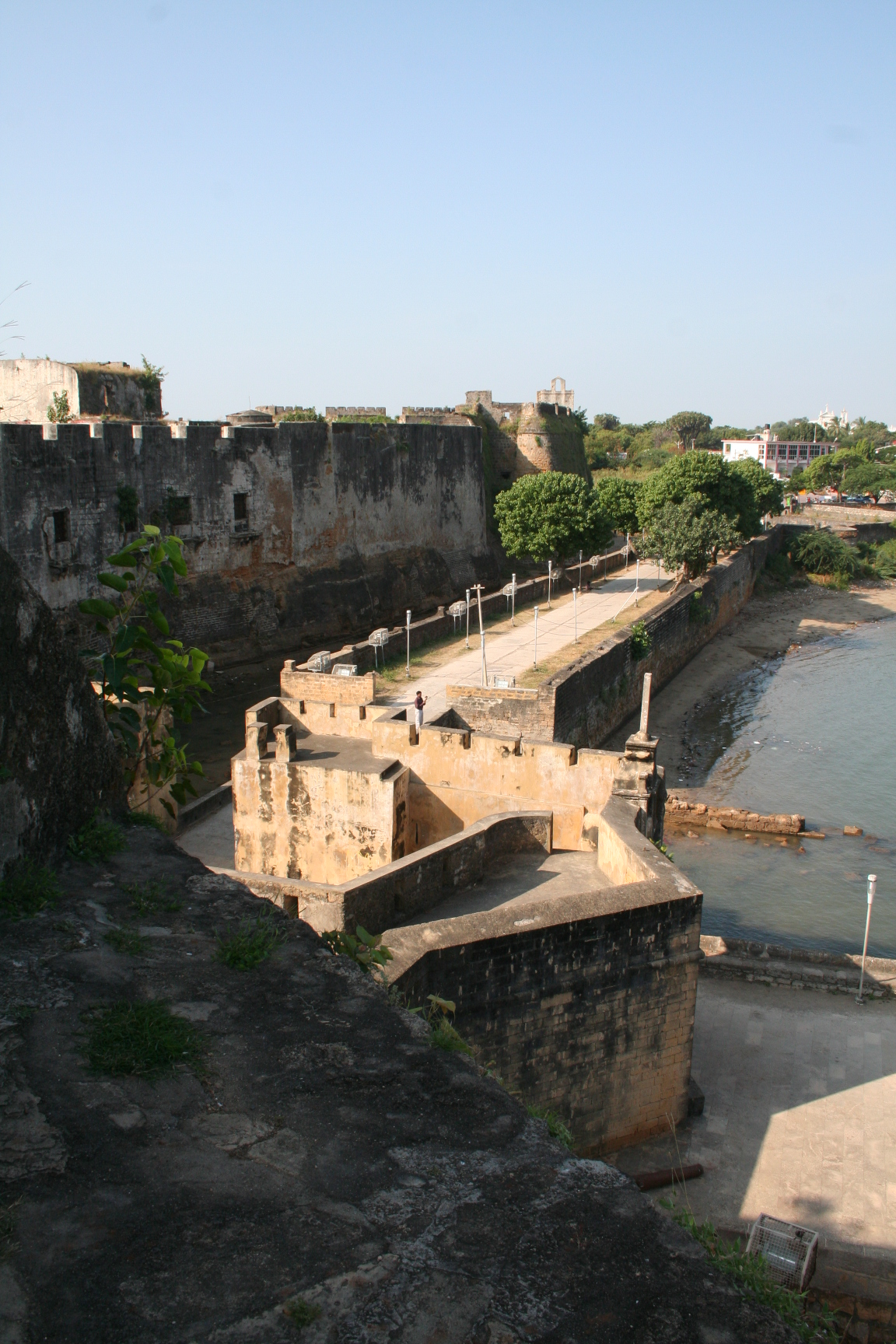
El fort portuguès de Diu

Diu és una illa, districte, ciutat i municipi de l'Índia; la ciutat és capital del districte de Diu al territori de Daman i Diu format per l'illa situada a la costa sud de la península de Kathiawar al Gujarat separada de la costa per un canal, amb una superfície de 40 km. La població de l'illa al cens del 2001 era de 44.110 habitants (el 1881 eren 12.636 persones) dels quals 21.576 vivien a la ciutat.
La ciutat inclou l'antiga catedral portuguesa i altres edificis colonials portuguesos. La seva activitat principal és la pesca. El seu nom indi és Dangarvadi però es fa servir molt poc. La ciutat està situada a l'est de l'illa; a l'altre costat hi ha la vila de Ghoghla que forma part també del districte. Les altres ciutats de l'illa són Monakbara, amb un fort, a l'oest; Bachawara o Brancawara, al nord; i Nagwa, amb un altre fort, al sud.

## Història
El 3 de febrer de 1509 es va lliurar a les seves aigües la famosa batalla de Diu entre Portugal i les flotes combinades de l'Imperi Otomà, els mamelucs egipcis, i el sultà Mahmud Begada de Gujarat. La victòria portuguesa els va assegurar el domini de l'oceà Índic.
El 1535 el sultà Bahadur Shah de Gujarat va fer aliança amb els portuguesos contra l'Imperi Mogol i va concedir als lusitans (Nunho da Cunha) el dret a construir una fortalesa i tenir guarnició a l'illa. L'aliança es va refredar el 1536 i el 1537 Nunho da Cunha va fer matar el sultà a traïció quan visitava un vaixell portuguès. El 1538 la fortalesa fou assetjada per Mahmud Shah III, nebot de Bahadur Shah però la guarnició dirigida per Antonio de Silveira, va rebutjar l'atac. El 1545 fou assetjada pel mateix sultà però fou defensada amb valentia per la guarnició manada per Dom João Mascarenhas; quan encara els atacants eren sota els murs, va desembarcar Dom Joao de Castro amb reforços i va derrotar els atacants; aquesta victòria els va assegurar el domini de tota l'illa. Després del setge de 1545, Dom João de Castro va reconstruir la fortalesa que encara es conserva. El 1670 aquesta fortalesa fou sorpresa per una banda d'àrabs de Masqat, que la van saquejar però es van retirar amb el botí.
Els portuguesos van retenir l'illa fins al segle xx. Sota domini portuguès el governador local estava subordinat al governador general de Goa. Eclesiàsticament estava dividida en dues parròquies; Se Matriz i Brancawara, ambdues amb sant Pau com a patró, dirigides per un prior nomenat per l'arquebisbe de Goa.
Fou ocupada militarment per l'Índia el 19 de desembre de 1961.